# Karel Teige

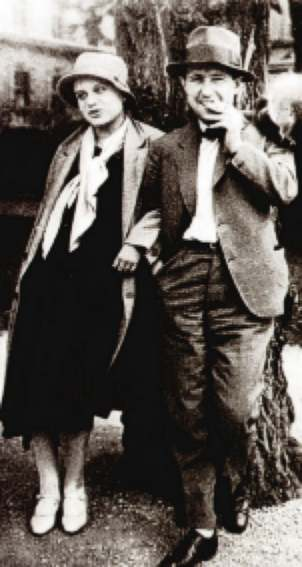
Karel Teige tillsammans med Toyen 1925.

Karel Teige, född 13 december 1900 i Prag, då tillhörande Österrike-Ungern, död 1 oktober 1951 i samma stad, då tillhörande Tjeckoslovakien, var en tjeckisk konstteoretiker, skribent, bildkonstnär och översättare. Han författade 1924 manifestet till en tjeckisk konstriktning som gavs namnet poetism, inom ramen för den övergripande, avantgardistiska konstnärsföreningen Devětsil. Åren 1927–1930 var han huvudredaktör för månadstidskriften ReD (Revue Devětsil). Som organisatör, teoretiker och förmedlare av idéer utövade han ett stort inflytande över den inhemska kulturen. Bildkonst, arkitektur, filmkonst och skönlitteratur var ämnen han gärna upptogs av som skribent. Det var kanske inte för inte som Jaroslav Seifert benämnde sin generation för "generation Teige". 1934 var Karel Teige delaktig i bildandet av en lokal surrealistgrupp tillsammans med bland andra Toyen, Jindřich Štyrský och Vítězslav Nezval. 1938 författade han tillsammans med Vítězslav Nezval en monografi över den tjeckiska konstnärsduon Štyrský och Toyen. Han tillhörde dem som skyddade och gömde den surrealistiske poeten Jindřich Heisler under det nazityska protektoratets dagar åren 1939–1945. I november 1947 deltog han i öppnandet av Mezinárodní surrealismus, den VII internationella surrealistutställningen, på Topičův salon i Prag. 